# John Howe
John Howe är född den 21 augusti 1957 i Vancouver och uppväxt i British Columbia i Kanada. Direkt efter att ha tagit studenten, började han studera på Ecoles des Arts Décoratifs de Strasbourg i Frankrike. Han jobbar som illustratör och bor i Neuchâtel i Schweiz tillsammans med sin fru Fataneh som också är illustratör. De har en son tillsammans, Dana, som är musikalisk och spelar klassisk gitarr. Howe kan tala flytande franska, men modersmålet är engelska.
Hans illustrationer tillhör oftast genren fantasy som hans verk för den anglosaxiska berättelsen om Beowulf och för Robin Hobbs historier. Mest känd är han för sina illustrationer som baseras på J.R.R. Tolkiens fantasivärld Midgård. Howe har illustrerat nyutgåvor av Tolkiens boktrilogi Sagan om ringen, Bilbo - en hobbits äventyr samt Silmarillion och har där ritat om kartorna för Midgård. 2005 släpptes ett begränsat antal romaner av George R. R. Martins A Clash of Kings med illustrationer av John Howe. Han har också illustrerat samlarkorten för spelet Magic: The Gathering. 
Hans sätt att teckna kan kännas igen på det dekorativa och detaljerna han arbetar in i bilderna. Mjuka men starka former och rörelser, katedralinspirerade byggnader och graciösa ödlelika drakar återkommer i många av hans verk. En ton av inspiration av Frank Frazettas stil finns att hitta i vissa av bilderna. Howe använder sig helst av blyerts, akvarell och ibland gouache när han tecknar, och föredrar alltså det traditionella sättet att illustrera även om han använder sig av redigering på dator vid vissa tillfällen. Referenser är användbart för honom och verklighetstrogna, färgstarka fantasyillustrationer faller honom i smaken, men han har inget emot att ibland tänja på gränserna när det gäller vad som kan verka realistiskt och inte. 
Howe och illustratören Alan Lee var de två främsta konceptkonstnärerna (se även concept art) för Peter Jacksons filmatisering av Sagan om ringen trilogin och ska fortsätta samarbetet med dessa på kommande filmtrilogin  Hobbit som bygger på romanen Bilbo - en hobbits äventyr. Han var även med och bidrog med designen för filminspelningen av boken Narnia: Häxan och lejonet av C. S. Lewis.

## Böcker av John Howe
- Fantasy Art Workshop (2007). Impact Books, ISBN 978-1600610097
- Forging Dragons: Inspirations, Approaches and Techniques for Drawing and Painting Dragons (2008). David and Charles, ISBN 978-1600613234
- Fantasy Drawing Workshop (2009). Impact Books, ISBN 978-1600617737
- Lost Worlds (2009). Kingfisher, ISBN 978-0753461075

## Relaterade Länkar
- John Howes officiella hemsida
- En liten intervju med John Howe
- John Howes galleri på Inside Your ART